# Somos libres, seámoslo siempre
Somos libres, seámoslo siempre ist die peruanische Nationalhymne.
Bei offiziellen Veranstaltungen wird zuerst der Refrain und dann die siebte Strophe gesungen. Abschließend wird der Refrain wiederholt.
| Spanisches Original Kehrvers: Somos libres; seámoslo siempre y antes niegue sus luces el sol que faltemos al voto solemne que la patria al eterno elevó. Strophen: I Largo tiempo el peruano oprimido la ominosa cadena arrastró; condenado a una cruel servidumbre largo tiempo en silencio gimió. Mas apenas el grito sagrado ¡Libertad! en sus costas se oyó la indolencia de esclavo sacude, la humillada cerviz levantó. II Ya el estruendo de broncas cadenas que escuchamos tres siglos de horror, de los libres al grito sagrado que oyó atónito al mundo, cesó. Por doquier San Martín inflamando, libertad, libertad, pronunció, y meciendo su base los Andes la anunciaron, también, a una voz. III Con su influjo los pueblos despiertan y cual rayo corrió la opinión; desde el itsmo a las tierras del fuego desde el fuego a la helada región. Todos juran romper el enlace que natura a ambos mundos negó y quebrar ese cetro que España reclinaba orgullosos en los dos. IV Lima, cumple ese voto solemne, y, severa, su enojo mostró, al tirano impotente lanzando, que intentaba alargar su opresión. A su esfuerzo saltaron los grillos y los surcos que en sí reparó, le atizaron el odio y venganza que heredera de su Inca y Señor. V Compatriotas, no más verla esclava si humillada tres siglos gimió, para siempre jurémosla libre manteniendo su propio esplendor. Nuestros brazos, hasta hoy desarmados estén siempre cebando el cañón, que algún día las playas de Iberia sentirán de su estruendo el terror. VI Excitemos los celos de España Pues presiente con mengua y furor Que en concurso de grandes naciones Nuestra patria entrará en parangón. En la lista que de éstas se forme Llenaremos primero el reglón Que el tirano ambicioso Iberino, Que la América toda asoló. VII En su cima los andes sostengan la Bandera o pendón bicolor, que a los siglos anuncie el esfuerzo que ser libres, por siempre nos dio. A su sombra, vivamos tranquilos, y al nacer por sus cumbres el Sol, renovemos el gran juramento que rendimos al Dios de Jacob. | Deutsche Übersetzung Kehrvers: Wir sind frei, mögen wir es immer sein, und möge eher die Sonne untergehen, als dass wir das feierliche Gelübde brechen, das unser Vaterland vor dem Ewigen abgelegt hat.Strophen:I Für lange Zeit schleppte der unterdrückte Peruaner die unheilvolle Kette mit sich, verdammt zu grausamer Knechtschaft ächzte er lange Zeit schweigend, doch sobald der heilige Schrei nach Freiheit! an seinen Küsten zu vernehmen war, schüttelte er den Gleichmut des Sklaven ab, er erhob sein gedemütigtes Haupt. II Schon endete das Brüllen der rauen Ketten, das wir drei Jahrhunderte des Schreckens hörten, der heilige Schrei der Freien erstaunte die Welt. San Martín überall entzündend, Freiheit, Freiheit erklärte er und ihr Fundament wiegend verkündeten die Anden sie, auch, mit einer Stimme. III Mit seinem Einfluss erwachen die Völker und wie ein Blitz ging die Meinung; von der Landenge bis zu den Ländern des Feuers Vom Feuer bis zur gefrorenen Region. Alle schwören, das Band zu brechen das die Natur den beiden Welten verweigert hat Und das Zepter zu brechen, das Spanien stolz in beiden lehnte. IV Lima, erfülle das feierliche Gelübde, und zeigte streng ihren Zorn, Dem ohnmächtigen Tyrannen zu schleudern, Der seine Unterdrückung zu verlängern suchte. Auf ihre Mühe sprangen die Grillen und die Furchen, die sie in sich selbst reparierte, sie schürten ihren Hass und ihre Rachsucht die sie von ihrem Inka und Herrn geerbt hatte. V Landsmänner, die sie nicht mehr als Sklavin sehen wollten wenn sie drei Jahrhunderte lang gedemütigt stöhnte, lasst uns sie für immer frei schwören und ihre eigene Pracht bewahren. Unsere Waffen, bisher unbewaffnet werden immer die Kanonen zünden, dass eines Tages die Küsten Iberiens Den Schrecken ihres Donners spüren werden. VI Lasst uns die Eifersucht Spaniens erregen Denn es ahnt mit Furcht und Wut Dass im Wettstreit der großen Nationen Unser Land ihnen ebenbürtig sein wird. In der Liste, die aus diesen gebildet werden wird Werden wir zuerst die Reihe füllen Dass der ehrgeizige Tyrann Iberino, Dass ganz Amerika verwüstet hat. VII Auf ihrem Gipfel halten die Anden Die zweifarbige Fahne oder das Banner, Das den Jahrhunderten die Anstrengung verkündet Die, um frei zu sein, uns für immer gab. In seinem Schatten, lass uns in Frieden leben, und wenn die Sonne über seinen Gipfeln aufgeht, lasst uns den großen Schwur erneuern den wir dem Gott Jakobs geschworen haben. |